# National Maritime Museum of the Gulf of Mexico
National Maritime Museum of the Gulf of Mexico är ett museum i Mobile i Alabama i USA som är dedikerat till Mexikanska golfen och dess historia. Museet, som kostade 63 miljoner dollar att bygga invigdes den 26 september 2015 som GulfQuest och fick sitt nuvarande namn i april 2024.
Museumsbyggnaden är utformad som ett fartyg och ligger i stadens hamnområde. Den största delen av ytan på 11 150 m² upptas av en modell av ett containerfartyg i full storlek omgivet av vatten. Fartyget har fått namnet SS McLean efter redaren Malcom McLean som var den första som transporterade gods i containrar.
Inne i fartyget finns flera våningar med containrar som rymmer museets 90 interaktiva utställningar och en fartygssimulator där man kan styra ett fartyg från  Mexikanska golfen in i Mobiles hamn. Museet har också en biograf och en restaurang ut mot vattnet.